# Rybníček u Starých Hutí
Rybníček u Starých Hutí je přírodní památka poblíž obce Těmice v okrese Pelhřimov v nadmořské výšce 632–632 metrů. Oblast spravuje Krajský úřad Kraje Vysočina. Důvodem ochrany jsou zachovalá přírodní společenstva s výskytem populací silně ohrožených druhů rostlin a živočichů.